# بنجامین گودهیو
بنجامین گودهیو (به انگلیسی: Benjamin Goodhue) سناتور سابق عضو حزب فدرالیست (آمریکا) بود. وی در سال ۱۷۹۶ تا ۱۸۰۰ میلادی سناتور ایالت ماساچوست در سنای ایالات متحده آمریکا بود.